# Jalel Brick
Jalel Brick (arabe : جلال بريك), né le 15 août 1963 à Carthage, est un cyberactiviste tunisien, résidant à Paris.

## Biographie
Il suit des études de lettres à la faculté de La Manouba et des études de droit à la faculté des sciences juridiques, politiques et sociales de Tunis. À l'université, il est actif au sein de l'Union générale des étudiants de Tunisie et devient membre de son comité culturel. Il se revendique alors comme un opposant, à la fois au régime de Habib Bourguiba et aux mouvements intégristes. Puis, en raison de ses fréquentes altercations avec la police et de son engagement politique, il se fait interner dans un camp militaire en avril 1986. À la sortie, il est privé de son droit au travail et quitte son pays pour la France en 1991. Il y poursuit son activisme politique, se rendant en Tunisie en octobre 2010, juste avant le début de la révolution qui conduit à la chute du régime de Zine el-Abidine Ben Ali, successeur de Bourguiba.
Jalel Brick devient alors célèbre, notamment grâce aux vidéos qu'il met en ligne, où il critique les islamistes, le chef d'état-major de l'armée tunisienne, Rachid Ammar, et l'ancien Premier ministre, Béji Caïd Essebsi. Son profil Facebook est rendu inaccessible le 7 mai 2011 et la mention suivante s'affiche lorsque l'on tente de s'y connecter : « Cette page web a été filtrée en application d'une réquisition émanant du juge d'instruction auprès du tribunal militaire permanent de Tunis - Agence tunisienne d'Internet - © 2011 ». En avril 2012, il subit une agression à l'arme blanche sur l'avenue des Champs-Élysées à Paris, l'œuvre d'un groupe d'extrémistes religieux,. En juin de la même année, à la suite de la publication d'une vidéo jugée injurieuse envers Mahomet, le prophète de l'islam, le prédicateur Béchir Ben Hassen demande de lui retirer sa nationalité tunisienne. Brick affirme avoir été un fervent bourguibiste, arabiste et pro-palestinien puis a progressivement rejeté l'identité arabo-musulmane de la Tunisie et de l'Afrique du Nord en général, assimilant l'islam à l'impérialisme arabe. Il se réclame à présent d'une Tunisie amazigh, phénicienne, carthaginoise et romaine. 
Selon l'universitaire Racha Mezrioui, l'insulte de Brick envers l'islam et le prophète Mahomet exprime un axiologique positif : « Les blasphèmes de Jalel Brick sont en fait des insultes aux dieux du parti Ennahdha : les États-Unis, Israël, le Qatar... ».
Il présente sa candidature à l'élection présidentielle le 17 juillet 2014.
Le 11 juin 2020, il est à nouveau agressé par un groupe de jeunes Tunisiens à Paris, la vidéo de l'agression devenant virale sur le web.